# Town of Pines
Town of Pines est une municipalité située dans le comté de Porter, dans l’État de l'Indiana, aux États-Unis. Lors du recensement de 2020, elle comptait 594 habitants.